# (6410) Fujiwara
(6410) Fujiwara (1992 WO4) – planetoida z pasa głównego asteroid okrążająca Słońce w ciągu 4,62 lat w średniej odległości 2,77 j.a. Odkryta 29 listopada 1992 roku.